# Chetone angulosa
Chetone angulosa är en fjärilsart som beskrevs av Walker 1854. Chetone angulosa ingår i släktet Chetone och familjen björnspinnare. Inga underarter finns listade i Catalogue of Life.